# Yasuhiro Kai
Yasuhiro Kai –en japonés, 甲斐 康浩, Kai Yasuhiro– (30 de abril de 1968) es un deportista japonés que compitió en judo. Ganó una medalla de oro en los Juegos Asiáticos de 1990, y una medalla de plata en el Campeonato Asiático de Judo de 1988.

## Palmarés internacional
| Juegos Asiáticos    | Juegos Asiáticos | Juegos Asiáticos | Juegos Asiáticos |
| Año                 | Lugar            | Medalla          | Categoría        |
| ------------------- | ---------------- | ---------------- | ---------------- |
| 1990                | Pekín (China)    | Medalla de oro   | –95 kg           |
| Campeonato Asiático |                  |                  |                  |
| Año                 | Lugar            | Medalla          | Categoría        |
| 1988                | Damasco (Siria)  | Medalla de plata | –95 kg           |